# Chudobaite
La chudobaite è un minerale.